# 山东省历史文化名镇
山东省历史文化名镇由山东省政府公布，已公布49座，其中4座已升格为中国历史文化名镇，现有45座省级历史文化名镇。
第一批：9个
第二批：9个 
第三批：8个 
第四批：23个

## 分市名单

### 淄博市
- 桓台县新城镇（1，已升格为第四批中国历史文化名镇）
- 周村区王村镇（1，已升格为第七批中国历史文化名镇）
- 溜川区峨庄乡（2）
- 淄川区昆仑镇（4）
- 博山区石马镇（4）
- 博山区八陡镇（4）
- 高青县青城镇（4）

### 潍坊市
- 临朐县冶源镇（1）
- 临朐县大关镇（1）
- 安丘市庵上镇（1）
- 寿光市侯镇（3）
- 安丘市柘山镇（3）
- 青州市邵庄镇（4）
- 安丘市辉渠镇（4）
- 安丘市景芝镇（4）

### 日照市
- 莒县浮来山镇（1）
- 东港区涛雒镇（1）
- 莒县东莞镇（4）
- 莒县寨里河镇（4）

### 济宁市
- 泗水县泉林镇（1）
- 微山县南阳镇（2，已升格为第六批中国历史文化名镇）
- 曲阜市尼山镇（3）
- 邹城市看庄镇（4）
- 邹城市香城镇（4）

### 临沂市
- 蒙阴县垛庄镇（1）
- 莒南县大店镇（2）
- 费县薛庄镇（3）
- 兰陵县兰陵镇（3）
- 沂水县泉庄镇（3）
- 沂水县院东头镇（4）

### 滨州市
- 惠民县魏集镇（2）

### 枣庄市
- 滕州市官桥镇（2）
- 滕州市姜屯镇（2）
- 滕州市大坞镇（3）
- 薛城区邹坞镇（4）
- 山亭区西集镇（4）
- 山亭区北庄镇（4）
- 山亭区冯卯镇（4）

### 青岛市
- 即墨市金口镇（2）

### 聊城市
- 阳谷县阿城镇（2）
- 莘县朝城镇（4）
- 高唐县清平镇（4）

### 济南市
- 平阴县东阿镇（2）
- 章丘市相公庄镇（3）

### 烟台市
- 牟平区龙泉镇（4）
- 龙口市黄山馆镇（4）
- 蓬莱市刘家沟镇（4）

### 泰安市
- 岱岳区大汶口镇（4，已升格为第七批中国历史文化名镇）
- 东平县银山镇（4）